# Carol Sánchez
Carol Sánchez Cruz (* 16. April 1986 in Nicoya, Provinz Guanacaste) ist eine costa-ricanische Fußballspielerin.

## Karriere

### Vereine
Derzeit steht sie beim Sporting FC San José unter Vertrag.

### Nationalmannschaft
Laut FIFA war ihr erster Einsatz für die A-Nationalmannschaft am 20. Oktober 2007 ein Spiel gegen Nicaragua. Sie war Teil des Kaders beim Gold Cup 2010, der Olympiaqualifikation 2012, des Gold Cup 2014, der Zentralamerika- und Karibikspiele 2014 als auch später der Weltmeisterschaft 2015. Nach der WM nahm sie mit ihrer Mannschaft dann auch an den Panamerikanischen Spielen 2015 und im nächsten Jahr an der Olympiaqualifikation für die Spiele im Jahr 2016 teil.
Bei den Zentralamerika- und Karibikspielen 2018, erreichte sie mit ihrem Team dann die Silber-Medaille. Jedoch schied man beim Gold Cup 2018 schon in der Vorrunde aus. Auch bei den Panamerikanischen Spielen 2018 war sie wieder Teil der Mannschaft und erreichte zumindest das Halbfinale. Nach der Olympiaqualifikation für die Spiele 2020, war ihr nächstes Turnier dann erst wieder die CONCACAF W Championship 2022, dort gelang ihr mit ihrem Team der Halbfinaleinzug und nach dem Verpassen bei der letzten Ausgabe wieder die Qualifikation für eine WM.
Am 8. Juli 2023 wurde sie für den Kader der Weltmeisterschaft 2023 nominiert.